# حامل الأكياس أغاديرنسيس
حامل الأكياس أغاديرنسيس (بالإنجليزية: Coleophora agadirensis)‏ هي عثة من عائلة حاملات الأكياس المتوطّنة في المغرب.